# مجلس الملكة الأعلى

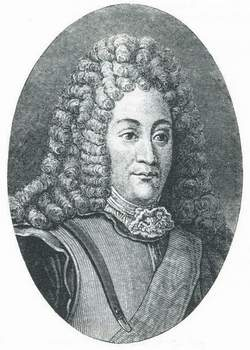

مجلس الملكة الأعلى في الإمبراطورية الروسية تأسس في 8 فبراير 1726، باعتباره هيئة المستشارين لكاثرين الأولى.
في الأصل، شمل المجلس ستة أعضاء هم الكسندر مينشيكوف، فيودور ابراسكين وغافريلا غولوفكين وأندريه اوستيرمان وبيتر تولستوي ووديمتري غاليتزين. بعد عدة شهور، انضم نجل كاترين كارل فريدريش دوق هولشتاين غوتورب إلى المجلس. خلال عهد كاترين، كان يهيمن عشيقها السابق على المجلس الأمير مينشيكوف.
في شهادة لها، أذنت الامبراطورة أن يمارس المجلس سلطة مساوية لخليفتها بيتر الثاني، ما عدا مسائل الخلافة. بعدما صعد بيتر الثاني على العرش، أقنعه مينشيكوف أن يتزوج ابنته. بعد سقوط مينشيكوف في سبتمبر 1727 تغير المجلس الدستور جذريا : توفي ابراسكين وتولستوي كان في المنفى ودوق هولشتاين غادر روسيا. توسع المجلس إلى ثمانية أعضاء، ستة منهم ممثلو عائلات البويار المعارضين لإصلاحات التغريب التي قا بها بطرس الأكبر وهما الدولغوروكوف والغالتيزين. المقعدين الاخران تم الاحتفاظ بها لاوستيرمان وغولوفكين.
سادت تأثيرات المحافظين بين أعضائها، والمجلس على الرغم من أبعاده كهيئة استشارية احتكر السلطة العليا، وكانت عاصمة الإمبراطورية قد عادت إلى موسكو. الكوليجيا ومجلس الشيوخ، الذي انشأه بطرس الأكبر كهيئات إدارية عليا، لم تكن تحكم، وكانت تتعرص للمساءلة أمام المجلس، بدلا من الإمبراطور.
بعد وفاة بيتر الثاني في 1730، اختار المجلس خلفا له-- آنا إيفانوفنا إمبراطورة روسيا ودوقة كورلندا حيث اعتبروها قابلة للتلاعب ومتحفظة جدا لقلب إصلاحات بطرس الأول. لم يسمح لآنا باعتلاء العرش إلا بعد أن وقعت على الشروط الشهيرة، والتي تخول المجلس قرار الحرب والسلم والضرائب. وفقا للشروط، لا يمكن لآنا تعزيز صفوف ضباط برتبة عقيد والتدخل في الشئون العسكرية. وعدت بأن لا تتزوج وليس لها ان تختار خليفة لها. كانت الظروف على غرار شكل الحكومة التي وضعت مؤخرا في بريطانيا العظمى، وإذا نفذت أدى ذلك إلى تحول روسيا إلى ملكية دستورية. إذا انتهكت الشروط كان من المقرر خلعها.
وبعد شهر من توقيع الوثيقة في 25 فبراير، آنا، بناء على نصيحة مستشار قريب لها، إرنست يوهان فون بيرون، فاز بولاء الحرس الامبراطوري الروسي فمزقوا شروط اعتلائها العرش. في غضون أيام، تم إلغاء المجلس والعديد من أعضائه كانوا في المنفى في سيبيريا.